# Пеевски, Делян
Делян Славчев Пеевски (род. 27 июля 1980) — болгарский политический и партийный деятель, олигарх, предприниматель и медиа-магнат. Председатель «Движения за права и свободы» с 24 февраля 2024 года. Он был депутатом от парламентской группы ДПС в 41-м, 42-м, 43-м, 44-м и 47-м Национальном собрании.
«Радио Болгария» назвало Пеевского «бесспорным медиамагнатом Болгарии». По данным «Репортёров без границ», его медиагруппа «Новая болгарская медиа группа» контролирует почти 80 % печатных СМИ страны. Сообщается, что он контролирует или влияет на многие другие местные СМИ и веб-сайты, которые ему официально не принадлежат.
Его обвиняют в использовании своих газет для торговли влиянием и организации атак на журналистов и других оппонентов. Пеевски был обвинён в коррупции в отчёте организации «Репортёры без границ за 2018 год». Он же является одним из объектов критики в ходе манифестаций протеста в Болгарии в 2020 году, хотя формально он не связан с правительством и даже принадлежит к оппозиционной партии.

## Образование
Пеевски окончил 119 СОУ в Софии в 1998 году и закончил юридическое образование в Юго-Западном университете «Неофит Рильский» в 2003 году. Подлинность его университетского диплома вызывала вопросы у журналистов.

## Политическая карьера
В 2001 году Пеевски присоединился к Национальному движению Симеона II. В 2007 году он был уволен с должности заместителя министра во время правления социалистов в связи с коррупционным скандалом. В отношении него проводилось расследование, но оно было прекращено, и его восстановили в должности.
В июне 2013 года Пеевски был избран президентом Государственного агентства национальной безопасности голосами 116 депутатов. Тысячи болгар собрались перед штаб-квартирой правительства в Софии, чтобы протестовать против назначения олигарха на ключевую силовую должность, скандируя «мафия» и «в отставку». Под давлением последовавших протестов против правительства Орешарского парламент единогласно изменил своё решение в конце того же месяца. После нескольких месяцев отсутствия ясности, считался ли Пеевский депутатом в этих условиях или нет, в конце концов, в декабре 2013 года Конституционный суд постановил, что он по-прежнему является депутатом.
В мае 2014 года Пеевски был избран депутатом Европарламента по списку ДПС но сразу после этого решил отказаться от своего депутатского места. Он объяснил, что смысл участия в европейских выборах заключался лишь в том, чтобы восстановить репутацию, поэтому он и отказался от должности депутата.
В середине июня 2014 года три человека были арестованы по обвинению в участии в предполагаемом заговоре с целью убийства Пеевски, но в конце концов были освобождены из-за отсутствия достаточных доказательств.

### Парламентская деятельность
Как депутат Болгарского национального собрания он вместе с двумя другими депутатами от парламентской группы «Движения за права и свободы» — Йорданом Цоневым и Хамидом Хамидом внес поправки в Закон о банкротстве банков. По сообщению Болгарского информационного агентства, поправки, касающиеся Corpbank (KTB), были окончательно приняты в феврале 2018 года. По мнению участников движения, идея поправок заключается в создании эффективного механизма пополнения конкурсной массы банка-банкрота и пресечении схем хищения активов, приобретенных прямо или косвенно на деньги, исходящие от такого банка.
Президент Болгарии Румен Радев наложил вето на поправки. Позднее его вето было отменено депутатами, и 7 марта 2018 года поправки были окончательно приняты парламентом.
Это были вторые поправки, внесённые Пеевским и его коллегами из парламентской группы ДПС со ссылкой на так называемое «дело КТБ», где речь шла о присвоении средств банка его мажоритарным акционером Цветаном Василевым. В 2016 году депутат вместе с ещё двумя членами той же парламентской группы — Йорданом Цоневым и бывшим министром финансов Петром Чобановым внёс срочную поправку в Закон о банкротстве банков, чтобы разрешить публикацию отчета AlixPartners Services UK LLP — организации, нанятой для принятия мер по сохранению и возвращению активов обанкротившегося Корпоративно-коммерческого банка (КТБ). После принятия поправок отчёт был переведён на болгарский язык и опубликован в мае 2016 года. Согласно документу, аудит подтвердил, что банк функционировал как финансовая пирамида и его средства были выведены в виде крупных кредитов в компании, связанные с мажоритарным акционером Цветаном Василевым. Более половины кредитов на сумму 2,5 миллиарда левов были предоставлены компаниям, связанным с Василевым. Отчет также показывает, что мажоритарный акционер также использовал банк для «личных сделок».
4 июля парламент в принципе одобрил другие поправки, внесённые Пеевским и его коллегами Йорданом Цоневым, Хамидом Хамидом и Велиславой Крустевой, сообщает агентство Болгарских новостей. Новый закон касается раскрытия реальных владельцев и финансирования медиа-организаций. Авторы заявили, что поправки нацелены на обеспечение полной прозрачности в секторе СМИ, который сейчас испытывает проблемы с онлайн-СМИ, владельцы и финансирование которых неизвестны. Однако противники поправок заявили, что законопроект атакует конкурентов Деляна Пеевски, поскольку требует раскрытия всех источников финансирования медиа-организаций, кроме доходов от рекламы и банковских кредитов. Противники законопроекта заявляют, что «он направлен против оппозиционно настроенных СМИ, использующих финансирование из неправительственных организаций и иностранные гранты». На следующий день после одобрения законопроекта Пеевски, Хамид, Цонев и Крустева внесли дополнительные поправки, требующие раскрытия информации о банковских кредитах и доходах от рекламы, чтобы оправдать ожидания общества. Тем не менее, законопроект всё ещё подвергается критике со стороны его оппонентов.
У Пеевского самая низкая посещаемость в нынешнем (44-м) парламенте. По данным на декабрь 2017 года, он появился только на одном пленарном заседании.

### Роль в закрытии корпоративного коммерческого банка
В июне 2014 года произошло паническое изъятие вкладов из Корпоративного коммерческого банка («CorpBank») в Болгарии. Согласно Политико, паника «похоже, возникла, когда Делян Пеевски… изъял огромные суммы денег из Корпоративного коммерческого банка». В результате этот банк перешёл под контроль Национального банка Болгарии. В то время СМИ писали, что закрытие банка произошло из-за спора между владельцем банка Василевым и Пеевски. Василев заявил репортёру Forbes: «Делян Пеевски — это просто один из основных инструментов, которые болгарская политическая мафия использует для шантажа болгарского бизнеса — видимая часть довольно большого айсберга коррупции».
Обход CorpBank совпал с забегом из другого банка, First Investment Bank («FI Bank»). Сообщения в СМИ и сообщения в социальных сетях способствовали массовому бегству на обоих берегах. Однако Национальный банк Болгарии закрыл CorpBank, сохранив при этом Fi Bank открытым с ликвидностью. По словам Николая Стайкова из Болгарской протестной сети, CorpBank был остановлен правительством с целью устранения Василева, в то время как правительство защищало FI Bank — банк, в который Пеевски перевел свои деньги. Судебная система Болгарии известна коррупцией. Согласно Forbes, «Удаление Василева с места событий оставляет Пеевскому эффективный контроль не только над болгарскими СМИ и спецслужбами, но и над банковским сектором. Такая концентрация власти является поводом для беспокойства в якобы демократической стране».

## СМИ и бизнес-империя
По состоянию на 2013 год медиаимперия Пеевски контролировала шесть из 12 крупнейших тиражных газет. У него также была монополия на распространение газет и цифровых телеканалов. К 2016 году, по данным Радио Болгария, количество принадлежащих ему газет увеличилось до более чем 20. К 2021 году контролировал до 80% печатных СМИ Болгарии.
В 2016 году Пеевски также владел несколькими строительными компаниями и был владельцем Bulgartabac, крупнейшего производителя и продавца табака и сопутствующих товаров. «Турецкий совет по расследованию финансовых преступлений (MASAK) и министерство таможни и торговли Турции со своей стороны обвинили Bulgartabac в том, что он является одним из крупнейших предприятий по контрабанде сигарет в Турции и тесно связан с запрещённой Рабочей партией Курдистана, РПК., который входит в европейский список террористических организаций», — сообщает Радио Болгария.
В начале 2016 года Пеевски опубликовал письмо в СМИ, в котором сказал, что больше не будет начинать никаких новых бизнес-проектов в Болгарии. Он сказал, что его решение было вызвано продолжающейся кампанией очернения и политическим давлением.
Пеевски был одним из объектов критики участников манифестаций протеста в 2020 году.

## Санкции
2 июня 2021 года Минфин США ввёл санкции против Пеевскии и Васила Божкова по закону Магнитского «в связи с их значительной ролью в коррупции в Болгарии». 10 февраля 2023 года Пеевскии попал под санкции Великобритании за «злоупотребление своими властными полномочиями путем перенаправления государственных средств для собственной выгоды».